# Harriet Pelham-Holles, vévodkyně z Newcastle
Harriet Pelham-Holles, vévodkyně z Newcastle (1701 – 17. července 1776) byla manželkou britského státníka a premiéra Thomase Pelham-Hollese, 1. vévody z Newcastle.
Harriet byla dcerou Francise Godolphina, 2. hraběte Godolphina a Henrietty Churchillové, 2. vévodkyně z Marlborough. Byla vnučkou Sidney Godolphina, 1. hraběte Godolphina, stejně tak i Johna Churchilla, 1. vévody z Marlborough a Sarah Churchillové, vévodkyně z Marlborough.
Před svým sňatkem byla známá jako Lady Harriet Godolphin. Stejně jako její manžel byla součástí politického uskupení zvaného Whigové a podporovala Hannoverskou dynastii. Sňatek uzavřel 2. dubna 1717.
Ve 20. letech 18. století se stala známou díky pořádání přepychových večírků, které pořádala ještě několik desetiletí. Účastnili se jich i političtí odpůrci jejího manžela.